# The Colonel’s Bequest
The Colonel’s Bequest — компьютерная игра Sierra On-Line, разработанная и выпущенная в 1989 году. Игра была переиздана в 1993 году вместе с продолжением — The Dagger of Amon Ra.

## Сюжет
Сюжет игры разворачивается в 1925 году. Лора Боу — дочь детектива, студентка Тулейнского университета и подающая большие надежды начинающая журналистка. Подруга главной героини Лиллиан Дижон пригласила её на выходные в загородное поместье её деда полковника Дижона, расположенное в болотах Флориды. По приезде подруг выяснилось, что именно в эти выходные богатый дед запланировал встречу всех возможных его наследников и подписание завещания. В поместье прибывают самые различные наследники: пожилая женщина с алкогольной зависимостью, лысеющий мужчина-красавец, доктор с влечением к азартным играм и так далее. Прибывшие выясняют, что полковник Дижон до сих пор не решил судьбу своего наследства. Среди наследников растёт подозрительность и недоверие, и к утру следующего дня начинают по одному пропадать или странным образом погибать прибывшие гости.
За оставшееся время Лоре предстоит раскрыть тайну семейства Дижон и определить судьбу наследства.

## Геймплей
Действие игры развивается в течение одной ночи, которая чётко поделена на акты. Каждый персонаж, находящийся в доме, совершит какое-то определённое деяние в точно назначенное для этого время. События игры не зависят от действий главного персонажа. Лоре, главному персонажу игры, необходимо в течение ночи тем или иным способом собирать информацию, на основе которой в конце игры она должна будет принять решение, стоящее кому-то жизни. Поместье оборудовано потайными ходами, а через глаза портретов, которые висят на стенах, можно производить наблюдение.
Существует возможность выведать некоторые тайны хозяев через говорящего попугая, дав ему печенье.

### Персонажи
Каждый из персонажей обладает своим уникальным акцентом.
- Лора Боу — главный персонаж игры, дочь детектива. Единственная в поместье, кто не имеет, да и не может иметь, интересов к наследству.
- Генри Дижон — старик, пригласивший всех действующих лиц, за исключением Лоры, для решения вопросов о наследовании. Перемещается на инвалидной коляске.
- Бьюргард — собака полковника Генри Дижона.
- Старая няня негритянка